# Crobylanthe
Crobylanthe là một chi thực vật có hoa trong họ Thiến thảo (Rubiaceae).

## Loài
Chi Crobylanthe gồm các loài: